# Gordon MacMillan
Gordon MacMillan, né le 7 janvier 1897 à Bangalore en Inde et mort le 21 janvier 1986 à Renfrewshire, est un homme politique et militaire britannique qui fut gouverneur de Gibraltar d'avril 1952 à mai 1955.